# Kommutativ ring
En kommutativ ring är inom den matematiska grenen ringteori en ring som är kommutativ med avseende på multiplikation. Studiet av kommutativa ringar kallas kommutativ algebra.
En kommutativ ring är mer lik en kropp än en generell ring. En kropp har en multiplikativ invers till varje element skilt från noll, en egenskap som inte nödvändigtvis finns i kommutativa ringar. Ett element i en ring, som har en multiplikativ invers kallas för en enhet. En kommutativ ring kan ha nolldelare, nollskilda element a och b vars produkt är noll. En kommutativ ring som saknar nolldelare kallas för ett integritetsområde. I kommutativa ringar är varje ideal dubbelsidigt.

## Definition och exempel
En ring är en algebraisk struktur med två binära operatorer, en addition och en multiplikation, oftast betecknade "+" respektive "⋅". Definitionsmässigt kommuterar additionen i alla ringar, det vill säga 
{\displaystyle a+b=b+a}
I kommutativa ringar gäller dessutom att multiplikationen kommuterar:
{\displaystyle a\cdot b=b\cdot a}

### Exempel
Ett enkelt exempel på en ring som är kommutativ är heltalen, {\displaystyle \mathbb {Z} }.
Exempel på en ring som inte är kommutativ är ringen av alla kvadratiska matriser av ett givet format, eftersom matrismultiplikation inte är kommutativ.

## Ideal och kvotringar
Ett ideal i en kommutativ ring R är en delmängd I sådan att, för alla a, b i I och alla r i R gäller:
{\displaystyle a+b\in I}
{\displaystyle ra=ar\in I}
Givet en delmängd {\displaystyle A=\{a_{k}\}_{k=1}^{n}} av R är idealet som genereras av A det minsta ideal som innehåller hela A och kan ses som att bestå av alla linjärkombinationer på formen:
{\displaystyle r_{1}a_{1}+r_{2}a_{2}+...+r_{n}a_{n}\,}
där alla {\displaystyle r_{i}} är godtyckliga element i R. Ett ideal som kan genereras av ett enda element kallas för ett principalt ideal. En ring där alla ideal är principala kallas principalidealring.
Givet ett ideal I i en kommutativ ring R kan man bilda kvotringen R/I bestående av sidoklasser med ringoperationerna definierade av:
{\displaystyle (a+I)+(b+I)=(a+b)+I}
{\displaystyle (a+I)(b+I)=ab+I}